# 2-브로모뷰테인
2-브로모뷰테인(영어: 2-bromobutane)은 화학식이 C4H9Br인 유기 브로민 화합물이며, 1-브로모뷰테인의 이성질체이다. 2-브로모뷰테인은 sec-뷰틸 브로마이드 또는 메틸에틸브로모메테인으로도 알려져 있다. 2-브로모뷰테인은 할로젠인 브로민을 함유하고 있기 때문에 할로젠화 알킬로 알려진 더 큰 부류의 화합물에 속한다. 2-브로모뷰테인은 좋은 냄새가 나는 무색의 액체이다. 브로민에 연결된 탄소 원자는 두 개의 다른 탄소에 연결되어 있기 때문에 분자는 2차 할로젠화 알킬이라고 한다. 2-브로모뷰테인은 카이랄성이므로 (R)-(−)-2-브로모뷰테인 및 (S)-(+)-2-브로모뷰테인으로 지정된 2가지 거울상 이성질체 중 하나로 얻어질 수 있다.
2-브로모뷰테인은 비교적 안정하지만 독성이 있으며 가연성이다. 강염기로 처리하면 이분자 제거 반응인 E2 반응이 일어나기 쉬워 (주로) 알켄(이중 결합)인 2-뷰텐이 생성된다. 2-브로모뷰테인은 자극적이며 섭취시 유해하다. 2-브로모뷰테인은 피부와 눈을 자극하고 화상을 입힐 수 있다.

## 같이 보기
- 1-브로모헥세인
- 1-브로모뷰테인
- 1-브로모도데케인